# Diego de Landa
Diego de Landa (Cifuentes, 12 novembre 1524 – Mérida, 29 aprile 1579) è stato un vescovo cattolico spagnolo dello Yucatán e uno studioso della cultura Maya, noto per aver distrutto quasi interamente il patrimonio culturale scritto di tale civiltà.

## Formazione e apostolato
A 17 anni entrò al monastero di San Juan de los Reyes a Toledo, fu tra i primi frati francescani a partire per lo Yucatán dove s'impegnò alacremente per trent'anni nell'opera di evangelizzazione dei popoli Maya. Nel 1572 venne nominato vescovo dello Yucatán.
Diego de Landa avvertiva analogie tra Cristianesimo e religione maya per quel che concerne la sacralità dei riti che prevedevano sacrifici umani e offerte di sangue, qualcosa che ricordava il carattere sacrificale della figura del Cristo il quale offerse la propria vita per l'umanità.
A causa delle reticenze dei Maya ad accettare la nuova fede cattolica e ad abbandonare i propri riti, a giugno del 1562 Landa fece arrestare i governatori di Pencuyut, Tekit, Tikunché, Hunacté, Maní, Tekax, Oxkutzcab e di altre zone limitrofe, tra gli arrestati c'erano Francisco Montejo Xiu, Diego Uz, Francisco Pacab e Juan Pech che vennero torturati. Il 12 luglio 1562 si realizzò l'autodafé di Maní, nel corso del quale furono ridotti in cenere idoli di diverse forme e dimensioni, furono distrutte le grandi pietre utilizzate come altari, piccole pietre lavorate, terrecotte e codici con geroglifici. Landa affermò: Troviamo tutti i libri scritti nella loro lingua e dato che in essi non v'è cosa che non sia corrotta da superstizione e falsità diabolica, bruciamoli indistintamente! Si calcola che tonnellate di libri andarono distrutti, scritti che illustravano la civiltà maya in tutti i suoi aspetti.
I maya cercarono di preservare in ogni modo i loro culti ancestrali mentre i coloni spagnoli protestavano perché in luogo della dottrina cattolica gli indios non ricevevano altro che miserabili tormenti. Tali notizie giunsero alle orecchie di Filippo II e di conseguenza ad aprile 1563 Landa dovette tornare in Spagna dove fu convocato per difendersi dalle accuse.
Per rafforzare il suo impegno di evangelizzazione portò dal Guatemala nello Yucatán due immagini dell'Immacolata Concezione. Una era destinata al Convento Grande di San Francesco, a Mérida e l'altra a quello di San Bernardino di Siena presso Valladolid, tuttavia, a causa del verificarsi di eventi ritenuti miracolosi, decise in ultimo di lasciare la seconda immagine presso il convento di San Antonio di Padova ad Izamal, un luogo verso il quale si sentiva legato da profondo affetto. Tale immagine sacra è attualmente patrona dello Yucatán. In memoria dell'impegno profuso da Diego de Landa per la città è stata eretta in suo onore una statua in bronzo posta lungo un lato del convento.

## Contributo allo studio della cultura Maya

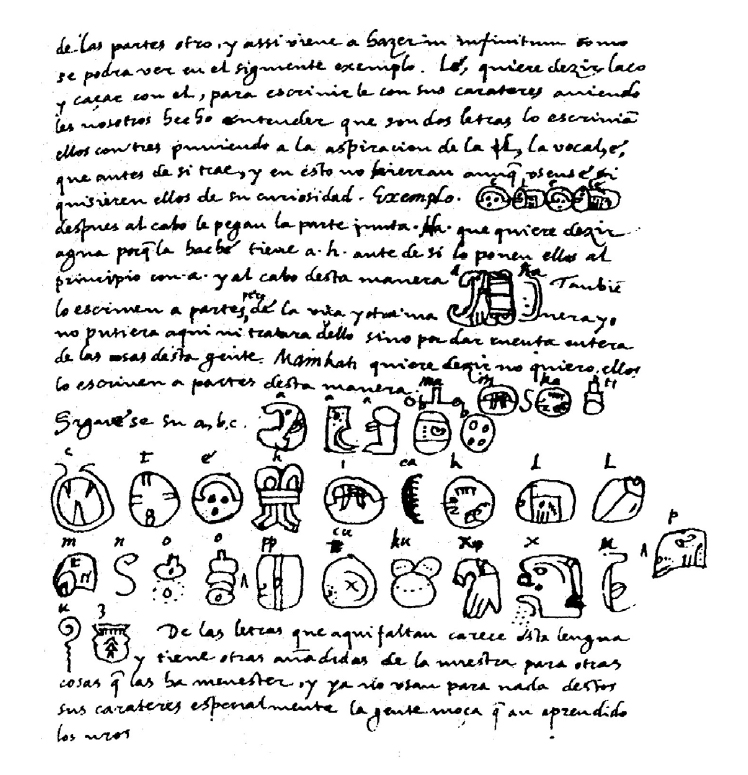
"Manoscritti di Diego de Landa", ripubblicati nel 1863 da Brasseur de Bourbourg.

Nella maturità De Landa si dedicò allo studio di quella cultura che tanto aveva fatto per annientare. Forse per redimersi dal suo passato, cercò di raccogliere quante più informazioni poté su quella cultura che, da inquisitore, aveva cercato di far scomparire ad ogni costo. Mise insieme una gran quantità di dati sulla storia, lo stile di vita e le credenze religiose del popolo maya. Cercò anche di venire a capo del sistema vigesimale, che essi utilizzavano in matematica, del loro calendario e - con scarso successo - della scrittura maya. De Landa partì dal presupposto errato che la lingua maya fosse scritta con un alfabeto fonetico (come la lingua spagnola e latina a lui note), mentre in realtà era basata su sillabe e logogrammi. Ricavò dunque una tavola comparativa tra lettere dell'alfabeto latino e caratteri maya del tutto inaffidabile. In seguito tuttavia tale alfabeto, una volta interpretato in modo corretto (come, essenzialmente, un sillabario) dal linguista russo Jurij Knorozov, si sarebbe dimostrato strumentale alla decifrazione della civiltà Maya.
De Landa scrisse Relazione sulle cose dello Yucatan attorno al 1566, un'opera basilare per capire il mondo maya all'epoca della conquista. In essa narra dei maya e della loro storia, con una cronaca delle scoperte e della conquista spagnola.
Paradossalmente, l'opera di Diego de Landa, colui che voleva annichilire la cultura maya, oggi rappresenta il riferimento principale per tutti i ricercatori e gli studiosi di questo mondo.

## Genealogia episcopale
La genealogia episcopale è:
- Arcivescovo Cristóbal Rojas Sandoval
- Vescovo Diego de Landa, O.F.M.